# 黃奇遇
黄奇遇（1598年—1666年），字亨臣，號平斋，晚号绿园居士，廣東揭陽縣人，生於渔湖（今屬榕城區）。明末官員。

## 生平
黄奇遇少年喪父，牢記母親教誨，以文章知名。天啟七年（1627年）考中丁卯科舉人，崇禎元年（1628年）聯捷戊辰科三甲二百三十九名進士，崇禎四年（1631年）授順天府固安縣知縣，任內懲治惡吏，整頓城防，政績卓著，入祀當地名宦祠。後赴京入覲，不畏太監張彛。崇禎九年（1636年），調署東安縣。同年因對策稱旨，被提升為翰林院編修，纂修《熹宗實錄》。歷升春坊中允兼起居注官，因母喪回鄉。不久甲申之變爆發，明朝滅亡。
清兵入關後，隨南明隆武帝、永曆帝抗清，擔任要職。因不滿朝中派系鬥爭而乞歸，閉門不出，自號“綠園居士”。卒年六十八歲。清乾隆《揭陽縣志》有傳。

## 著作
黃奇遇工詩文，著有《綠園詩草》、《平齋文集》，皆已散佚。有《揭陽縣志》所錄的《涵元塔記》一篇及《過舊園亭詩》一首傳世。
- 《過舊園亭詩》:

夙昔煙花地，於兹杖履遊。
揭山猶歷歷，榕水自悠悠。
爽氣侵江月，清風入古樓。
搀槍今掃淨，景物自清幽。

## 紀念
黄奇遇故居，在今揭阳市空港区广美村，门匾“太史第”。